# Stewart Cross
David Stewart Cross (* 4. April 1928 in Hutton, in der Nähe von Preston, Lancashire; † 27. Dezember 1989) war ein britischer anglikanischer Theologe. Er war von 1982 bis 1989 Bischof der Diözese Blackburn in der Church of England.
Cross besuchte die Lanes Royal Grammar School. Er studierte am Trinity College der University of Dublin. Dort leitete er 1950 die Trinity College Singers und schloss 1952 mit einem Bachelor of Arts ab. Zur Vorbereitung auf das Priesteramt studierte er Theologie am Westcott House College in Cambridge. 1954 wurde er zum Diakon geweiht; 1955 folgte die Priesterweihe. Seine Priesterlaufbahn begann er von 1954 bis 1957 als Vikar (Curate) in Hexham in der Diözese von Newcastle-upon-Tyne. Er war von 1957 bis 1963 Hilfskaplan (Assistant Chaplain) und später von 1960 bis 1963 auch Präzentor an der St Albans Cathedral in der Grafschaft Hertfordshire. Er war von 1963 bis 1967 Vikar (Curate) an der St. Ambrose Church im Stadtteil Chorlton-on-Medlock in Manchester. Gleichzeitig wirkte er als Universitätskaplan an der Manchester University. Zwischen 1968 und 1976 war er als Produzent und Rundfunksprecher für das Programm „Religious Broadcasting“ bei der BBC North in Manchester tätig. 1976 wurde er zum Bischof geweiht. Von 1976 bis 1982 war er als „Bischof von Doncaster“ Suffraganbischof in der Diözese Sheffield der Church of England. 1982 wurde er, als Nachfolger von Robert Martineau, Bischof von Blackburn. Dieses Amt hatte er bis zu seinem Tod im Dezember 1989 inne. Sein Nachfolger als Bischof von Blackburn wurde Alan Chesters.
Cross gehörte in seiner Eigenschaft als Bischof von Blackburn von 1986 bis zu seinem Tod Ende Dezember 1989 als Geistlicher Lord dem House of Lords an.